# 其中1個是妹妹！
《其中1個是妹妹！》（日语：この中に1人、妹がいる！），簡稱「中妹」（なかいも），是田口一撰寫，CUTEG繪製封面與插畫的一部輕小說。由MF文庫J出版，中文繁體版由臺灣東立出版社代理發行；简体版则由天闻角川代理發行，湖南美术出版社出版，译者soarla。

## 概要
- 描寫世界級企業社長的獨生子，被真實身分不明的私生妹妹捉弄的高校生活愛情喜劇。

- 田口氏的前一連載作品《三流木萌花は名担当!（日语：三流木萌花は名担当!）》第三卷發售後的行動電話調查問卷中曾問道：「在本作登場的虛構輕小說當中，最有興趣閱讀的作品」，結果除了在作品中多次登場的作品之外，《妹妹是未婚妻！？》（妹が婚約者!?）也獲得了不少的票數。另外田口老師也認為將其撰寫成實際作品或許會十分有趣，因而促成了此一作品的誕生。[3]

- 漫畫版於「月刊Comic Alive」（Media Factory發行）2011年7月號預刊載，8月號則正式開始連載，由執筆作畫。[4]「Comic Flapper」（コミックフラッパー）2012年5月號亦刊載了另一延伸作品（作畫：ZooTAN）。

- 在2011年12月公開了動畫化的決定。[5]並於2012年7月開始放送。

## 故事簡介
世界級的大企業——帝野集團的社長，帝野熊五郎死後，其獨子帝野將悟決意遵從其父之遺囑繼承社長之位。熊五郎為讓兒子能有足以繼承擔當的條件，施行了為期一年的特別訓練，須讓全體社員承認其成果足以肩任社長一職，其後，轉入熊五郎的母校私立深流院學園，並邂逅成為終身伴侶的女性並與之結婚。
但將悟卻存在著同父異母的妹妹！並且，那個身分不明的妹妹打算徹底隱瞞身分，在將悟不知情的狀況下與之結婚！將悟為了阻止這樣的情況發生而不斷地奔波追查妹妹的真實身分。

## 登場人物

### 主要人物
帝野將悟（聲：櫻井孝宏）
本作主人公。生日為4月15日。帝野集團已故社長－帝野熊五郎的兒子，在熊五郎死後為了獲得繼承而接受英才教育，學習作為社長應具有的知識與人格養成後，於高中二年級開始時插班轉入深流院學園尋找結婚的對象。除了尋覓個人的婚姻對象外，也在接任社長工作前享受僅有的高中生活。
儘管深流院學園有著學生宿舍，但卻按男女分住，鹿野子考量為了能和女性共同居住而在深流院學園鄰近的小公寓租房間。
雖然平常會被前面的頭髮遮住，但在額頭前有著大片的傷疤。那是過去為了保護心乃枝免於交通事故而在當時留下的，伴隨著的創傷後遺症使事故前後的記憶完全遺失，因此也失去心乃枝與雅童年共有的記憶。
十分喜歡小時候所看的動畫「改造戰士Garnd Bellion」。
與周圍多個女生關係曖昧，在與雅相認為兄妹後，去除兄妹之情的部分，以心乃枝為首，關係最為深厚。在故事情節中，不時會出現對女角的幻想。
雖然知道嵯峨良認識自己真正的妹妹，及雖然說了會保護真正的妹妹，但因為嵯峨良認為將悟的力量未足夠，所以就沒有說誰是真正的妹妹。
在動畫第6集中得知，受歡迎的程度到了在一年級的女生當中，流行被叫成「哥哥學長」（根據一年級女生的解說，將悟雖然是學長，但是給人的感覺（特別是學妹及年紀比將悟小的女性）是一位理想中的哥哥）。
在動畫第7集中，因為在和嚴田社長等人見面時受到了妹妹的阻礙而被要求成為「學生會直屬特別行動風紀委員」（除了因在和嚴田社長面談受阻外，因為自己是備受理事會關注的名人及在學校中很受歡迎）。
文化祭時在全校师生面前向心乃枝告白。
在動畫第12集中和雅相認成為了兄妹，之後被雅強吻，失去初吻。
實際與帝野熊五郎無血緣關係，精子由第三方提供的人工受精。
鶴真心乃枝（聲：石原夏織）
本作主要女主角。將悟的同班同學，學級委員，座位位於將悟的右側。
原本是孤兒，被擔任共明日公司要職的鶴真誠二（つるま せいじ）所養育。誠二與熊五郎為舊識，因此在幼時熊五郎經常帶著她與將悟一同出遊。
喜愛的點心是奶油泡芙及特別喜歡由Mary Chocola這蛋糕店所做的泡芙。
平時看起來是個文靜認真的女孩，但會為了將悟而出現大膽的言語和行為，意外地是一名悶騷。及生氣時的樣子十分恐怖。
曾在交通事故中被將悟救了一命，因此非常喜歡將悟，將他視為拯救自己的英雄。在故事中，對將悟的感情從原本成分較重的感激之情，漸漸轉向真實的喜歡。
其手機是共明日公司曾經發售的IMT270型號電話（是其父親發明的，但後來因高性能變聲器所帶來的惡作劇及犯罪而回收，之後心乃枝認為難得發明但被回收十分可憐，所以就一直偷偷在使用。），動畫早期使用IMT270型號電話的新機能－高性能變聲器扮「改造戰士Garnd Bellion」中的機器生命體Pelin來打電話給將悟來惡作劇說自己是將悟的妹妹，直至動畫第4集被發現了。
自身一直認為「改造戰士Garnd Bellion」中的機器生命體Pelin是Garnd Bellion的妹妹，但後來被將悟的解說得知Pelin其實是Garnd Bellion的女僕（Pelin把Garnd Bellion一直當成哥哥）。
廚藝佳，成績優秀，性格溫柔，基本上算是相當全能的女孩。
在第6卷被將悟告白可是沒给予答复，在第7卷說明以前害将悟失去重要的记忆，無法承担起恋人之类的称呼。
實際為帝野熊五郎私生女。
神凪雅（聲：佐倉綾音）
本作女主角之一。將悟的同班同學。座位位於將悟的左側。傲嬌。個性沉默寡言，鮮少與他人接觸。身材嬌小。一年級時曾與心乃枝同班。
雙親已離婚，與經營小公司的父親一同生活。其就讀小學時，由於父親受傷之故而與將悟在醫院中相遇（將悟是因為頭部的傷而住院），其父與熊五郎意氣相投便常與將悟一同在醫院中嬉戲（結婚遊戲），後來注意到自己已喜歡上將悟，但由於將悟因為創傷後遺症失去記憶而忘記雅的事情。
是學校游泳部的成員，游泳實力強。共明日是其所喜歡的泳衣牌子。
在第四卷中被調查出是將悟的妹妹，熊五郎的私生女。在與將悟相認以後便打消跟他在一起的念頭，但在關係上仍有些許曖昧。
在動畫第12集中和將悟相認成為兄妹。
實際上不是帝野熊五郎親生女兒。因其父與將悟母親再婚，與將悟成為義兄妹。
總是害怕將悟會突然離開自己的身邊。
對於自己許久沒有再見過面的母親十分懷念。
在動畫第12集中，把自己的初吻給了將悟（強吻），因此成為第一個和將悟接吻的人。
國立凜香（聲：竹達彩奈）
深流院學園的學生會副會長。在前一年度的副會長轉校的情況下，雖為一年級生，仍自告奮勇地成為副會長。
聰明嚴守紀律，是約束愛菜會長的重要角色。繼承華族名門的血脈，實至名歸的大小姐。廚藝能力十分好（因在家中接受了新娘的修行），射擊能力十分好。最初和嚴田家訂下婚約，後來在經過凜香假扮將悟妹妹的事後解除婚約。
自身並沒有發覺自己給人的感覺是十分強勢的，所以得知自己給人的感覺是十分強勢後受到了很大的打擊。
基於家族十分嚴厲，所以從小都未去過遊樂場。
理事會視察深流院學園時假扮將悟妹妹，之所以假扮將悟妹妹是因為受到未婚夫的父親嚴田所拜託（因嚴田家將來會和帝野公司合作，所以想以將悟妹妹的事來威脅帝野公司以得到更好的利益），後來拿到了IMT270型號電話（芽依不小心把它當成垃圾），因想幫助將悟就發動這次的妹妹事件，後來和嚴田家解除婚約，之所以解除婚約是因和將悟發生的事以及自己的父親也看好將悟，所以就囑咐凜香要以結婚為前提和將悟交往。
對將悟抱有好感，會有成為他的妻子的幻想。
在第七卷中和將悟相親。
天導愛菜（聲：大龜明日香）
深流院學園的學生會會長，高校二年級生。平常的時候文靜得體，而活動時則活潑外向。個性上也有一點天然隨興的地方。
喜愛點心，特別喜歡吃洋芋片。
是個總是希望讓別人開心的人，事實上埋藏著幼時交不到朋友的陰影，不過在與將悟的對談中獲得緩解。
嵯峨良芽依（聲：日高里菜）
深流院學園的學生。雖然是3年級生但卻不將將悟視為學弟，體格嬌小且配戴眼鏡。說為了產業研究而經營著「妹妹咖啡廳LYRICAL☆SISTERS」，並獨居在店鋪的二樓。為了能理解現場，自己有時也會接待客人。
曾是被遺棄的孩子，年幼時因數學方面的才能，被在馬薩諸塞州擔任講師的大學教授養父收養，其妻子則於日本經營咖啡店，但在養母死後則搬至美國居住。後來，運用自己發表的論文酬金將原本母親曾經營的店舖買回，並隻身回到日本經營著。
對身為實業家與前帝野集團社長之子的將悟非常有興趣，其後則轉化為好感。
也有和心乃枝一樣的電話－IMT270型號電話，之所以有這部電話是因為以前自己所發表的論文就是有關IMT270型號電話的變聲機能。
在動畫第5-6集中，嵯峨良是每天也在早上6點叫醒將悟的人（在這段時間假扮是將悟的妹妹來叫醒將悟）。
在很早就知道雅是將悟的妹妹。
小時候在母親的店認識將悟的妹妹，之後和將悟的妹妹成為十分好的朋友，她們的關係好得就像是姐妹一樣。後來因為不想將悟的妹妹被將悟的家人以冷眼對待而假扮成是將悟的妹妹，希望在以妹妹的身份關店後去美國令將悟永遠找不到自己來使真正是將悟的妹妹得到幸福，但最後都被將悟偵破，就回復身份了。
雖然將悟曾問真正的妹妹是誰，但因為自己認為將悟並未有足夠的力量保護妹妹，所以就不告訴將悟誰是他的真正妹妹。
在動畫第7集中，因在打掃垃圾時不小心把自己的IMT270型號電話放在垃圾中，而被別人拿到其電話，因此引發將悟和嚴田社長等人見面時受到了妹妹阻礙的事件。
寶生柚璃奈（聲：小倉唯）
在動畫第9集中正式登場。
將悟祖父的兄弟的孫女，即其表妹。
謊稱自己是將悟的妹妹，與瀨利秘書勾結意圖使將悟與妹妹結婚，製造醜聞。起初似乎對將悟懷有恨意，後來發現其具有恨將悟和愛將悟的雙重人格。
約10年前曾以壇埜那百合（だんの なゆり）這個屬於某藝能事務所的藝名，作為天才童角女演員活動著，曾飾演「改造戰士Garnd Bellion」中的機器生命體Pelin，但在約7年前卻突然地消失了。
動畫第9集中租了將悟所住的小公寓的其中一個房間，現在不時會偷聽將悟在公寓房間時所發生的事。
動畫第12集中被將悟和水谷揭穿真正身份，之後在表明身份後就不見蹤影了。

### 深流院學園关系者
樫木來實（聲：松永真穗）
深流院學園1年級生，在芽依經營的「LYRICAL☆SISTERS」擔任店員。
滋賀（聲：MAKO）
深流院學園的學生會副書記，1年級生。性格成熟，擁有口齒不清的說話方式。
新谷（聲：新谷良子）
新聞社社長，雖是高中2年級生，但有著中二病的舉動。
小都里舞子（聲：能登有沙）
將悟所屬的2年A班的級任導師。教學的專業科目是地理歷史，除了學級委員會 以外，同時也擔任學生會的指導老師。
外型嬌小常被誤認為是小學生，髮型是雙馬尾。在一部分的男學生中十分具有人氣。
以前為深流院學院的學生，曾屬社團「文藝部」。
嚴田（聲：有本欽隆）
深流院學院的理事，一心想要探尋熊五郎私生子的秘密以威脅帝野集團。
兒子與凜香有婚約關係，後來因為兒子另有喜歡對象，而與凜香解除婚約。

### 帝野集團关系者
帝野熊五郎（聲：小山力也）
將悟的父親，帝野集團的前任執行董事。從父親的手中繼承帝野商事後約10年的經營，已成為世界級的大企業，但在50歲前突然地過世了。然而在服喪之際，有關私生子的傳聞浮出檯面。
帝野鹿野子（聲：久川綾）
將悟的母親，在熊五郎死後暫代帝野集團社長的職務。性格嚴厲。
濑利吏沙（聲：川澄綾子）
鹿野子的秘書。舞子大學時代的學妹。對於將悟也十分照顧。
與柚璃奈共同計劃著不讓將悟接任帝野集團社長的陰謀，實際上算是反派人物。
水谷衣楠（聲：小清水亞美）
帝野清流會之所屬。為了保護將悟不受妹妹的毒害，以自己最初所用的代號「X先生」（ミスターX；Mr. X）的化名水谷衣楠（Mizutani Ikusu）來當做自己的名字，潛入深流院學園。
擁有如女性般漂亮的臉龐與聲線，因此在編入的第一天開始即出現粉絲俱樂部。
因經常和將悟一起，及只有將悟知道她是女性，所以在學校中有流傳將悟X水谷的BL傳聞。
為了立志成為現代忍者而進入男人以外不得入會的帝野清流會而隱瞞性別，本體是女性。在被將悟為了拿在陽台中曬好的毛巾時發現，發現之後為了防止將悟與妹妹結婚而意圖與將悟結婚。
為將悟調查了許多關於妹妹的事情，以及發現瀨利秘書的陰謀。似乎對將悟抱有好感，不時會偷偷潛入將悟的房間。

## 用語
帝野集團
世界級的大企業。前身為「帝野商事」。
帝野清流會
帝野集團的特務機關。在暗地中解決內外事件的特殊小組。該存在僅被一部分的人知曉，而男人以外是不被允許加入的。
共明日公司
在數年間急速成長的綜合企業。規模相較於帝野集團來的小，但也被視為將來可能成為威脅的存在而被談論著。
私立深流院學園
大正時代時，由當代實業家深流院石人（みりゅういん せきと）為了培育擔當日本的企業家所創設的學校。在政商界許多畢業生輩出，而今也被企業家及政治家視為子弟正統淵源的學校就讀。由於學校亦有開設上流交際禮儀的課程，也有不少父母想將女兒培養成氣質出眾的佳麗而大量地入學，将悟的學級中有7成是女學生。
改造戰士古蘭貝里翁
將悟孩提時代所放映的特攝英雄節目。是兒童取向的節目，年幼時的將悟十分熱迷。
妹妹咖啡廳LYRICAL☆SISTERS
芽依所經營的女僕咖啡廳。店中稱呼女店員為「SISTER」並以扮演妹妹的方式接待客人。

## 書籍一覽

### 輕小說
| 集數 | Media Factory  | Media Factory          | 東立出版社     | 東立出版社             | 天闻角川     | 天闻角川               |
| 集數 | 初版發售日期   | ISBN                   | 初版發售日期   | ISBN                   | 初版發售日期 | ISBN                   |
| ---- | -------------- | ---------------------- | -------------- | ---------------------- | ------------ | ---------------------- |
| 1    | 2010年8月25日  | ISBN 978-4-8401-3488-0 | 2011年5月5日   | ISBN 978-986-10-7805-2 | 2013年8月5日 | ISBN 978-7-5356-6312-2 |
| 2    | 2010年11月25日 | ISBN 978-4-8401-3588-7 | 2011年9月8日   | ISBN 978-986-10-8467-1 |              |                        |
| 3    | 2011年2月25日  | ISBN 978-4-8401-3815-4 | 2011年11月3日  | ISBN 978-986-10-8914-0 |              |                        |
| 4    | 2011年5月25日  | ISBN 978-4-8401-3928-1 | 2012年1月2日   | ISBN 978-986-10-9240-9 |              |                        |
| 5    | 2011年8月25日  | ISBN 978-4-8401-4205-2 | 2012年2月1日   | ISBN 978-986-10-9352-9 |              |                        |
| 5.5  | 2011年12月22日 | ISBN 978-4-8401-4341-7 | 2012年4月9日   | ISBN 978-986-10-9767-1 |              |                        |
| 6    | 2012年3月23日  | ISBN 978-4-8401-4533-6 | 2012年8月9日   | ISBN 978-986-317-640-4 |              |                        |
| 7    | 2012年6月25日  | ISBN 978-4-8401-4601-2 | 2012年12月24日 | ISBN 978-986-324-454-7 |              |                        |
| 8    | 2012年9月25日  | ISBN 978-4-8401-4821-4 | 2013年3月4日   | ISBN 978-986-332-097-5 |              |                        |
| 9    | 2012年12月25日 | ISBN 978-4-8401-4936-5 | 2013年7月1日   | ISBN 978-986-332-936-7 |              |                        |
| 10   | 2013年3月25日  | ISBN 978-4-8401-5132-0 | 2013年11月28日 | ISBN 978-986-337-877-8 |              |                        |

### 漫畫
月刊Comic Alive2011年7月號開始刊載（正式連載為8月號），2013年12月號結束連載，由もっつん*作畫。
| 集數 | Media Factory  | Media Factory          | 尖端出版       | 尖端出版          |
| 集數 | 初版發售日期   | ISBN                   | 初版發售日期   | EAN               |
| ---- | -------------- | ---------------------- | -------------- | ----------------- |
| 1    | 2011年12月22日 | ISBN 978-4-8401-4079-9 | 2012年7月16日  | EAN 4717702249625 |
| 2    | 2012年6月23日  | ISBN 978-4-8401-4482-7 | 2012年11月21日 | EAN 4717702251925 |
| 3    | 2012年9月21日  | ISBN 978-4-8401-4720-0 | 2013年2月20日  | EAN 4717702253653 |
| 4    | 2013年3月23日  | ISBN 978-4-8401-5030-9 | 2013年7月22日  | EAN 4717702255701 |
| 5    | 2013年11月22日 | ISBN 978-4-04-066116-2 | 2014年5月15日  | EAN 4717702260422 |

## 電視動畫

### 製作人員
- 原作：田口一（MF文庫J / Media Factory刊）
- 角色原案：CUTEG（日语：CUTEG）
- 監督：名和宗則
- 系列構成：雜破業
- 角色設定・總作畫監督：桂憲一郎（日语：桂憲一郎）
- 總作畫監督：桂憲一郎、植田和幸
- 美術監督：桑原悟
- 美術設定：成田偉保
- 色彩設計：
- 編集：
- 音樂：七瀨光
- 音響制作：DAX International（日语：ダックスプロダクション）
- 音響監督：岩浪美和
- 動畫製作：Studio五組
- 製作：委員会中1個是妹妹！

### 主題曲
片頭曲「Choose me♡」
作詞：，作曲、編曲：高田曉，歌：StylipS
片尾曲「Heavenly Lover」
作詞：，作曲、編曲：高田曉，歌 ：鶴真心乃枝（石原夏織）、神凪雅（佐倉綾音）、國立凛香（竹達彩奈）、天導愛菜（大龜明日香）、嵯峨良芽依（日高里菜）
插曲
「Brand-new Style!! 〜魔法みたいなShow time〜」（第5集、第6集）
作詞：島田カイエ，作曲、編曲：森慎太郎，歌：StylipS
「初恋EVOLUTION」（第5集、第6集、第12集、第13集）
作詞：，作曲、編曲：高田曉，歌：StylipS
「。」（第11集）
作詞：，作曲：江並哲志，編曲：河田貴央，歌：神凪雅（佐倉綾音）
（第13集）
作詞：松井洋平，作曲、編曲：若林充，歌：鶴真心乃枝（石原夏織）

### 各集列表
| 集數       | 日文標題 | 中文標題               | 腳本   | 分鏡              | 演出              | 作畫監督                            | 總作畫監督                 | 改编  |
| ---------- | -------- | ---------------------- | ------ | ----------------- | ----------------- | ----------------------------------- | -------------------------- | ----- |
| 1          |          | 來自陌生妹妹的聲音     | 雜破業 | 名和宗則 海堂浩幸 | 名和宗則 海堂浩幸 | 植田和幸                            | 桂憲一郎                   | 第1卷 |
| 2          |          | 妹妹與月夜之舞         | 雜破業 | 天衝              | 天衝              | 山內尚樹 關口雅浩                   | 桂憲一郎 植田和幸          | 第1卷 |
| 3          |          | 妹妹們的誘惑           | 雜破業 | 島津裕行          | 園田雅裕          | 牛島勇二 福世孝明                   | 桂憲一郎 海堂浩幸          | 第1卷 |
| 4          |          | 妹妹的英雄是哥哥大人！ | 雜破業 | 所俊克            | 川久保圭史        | 鎌田祐輔 輿石曉                     | 植田和幸 海堂浩幸          | 第1卷 |
| 5          |          | 妹妹不讓我睡覺         | 雜破業 | 伊藤真朱          | 新子太一          | 星野玲香                            | 桂憲一郎 海堂浩幸          | 第2卷 |
| 6          |          | 貓耳女僕的妹妹們       | 雜破業 | 所俊克            | 所俊克            | 山內尚樹 服部憲知                   | 桂憲一郎 海堂浩幸          | 第2卷 |
| 7          |          | 知書達禮的妹妹！       | 雜破業 | 天衝              | 天衝              | 酒井孝裕 横松雄馬 植田實 高橋敦子   | 植田和幸 海堂浩幸          | 第3卷 |
| 8          |          | 妹妹在反抗             | 雜破業 | 島津裕行          | 園田雅裕          | 福世孝明 牛島勇二                   | 桂憲一郎 海堂浩幸          | 第3卷 |
| 9          |          | 急襲！妹妹警報！       | 雜破業 | 北條史也          | 八谷賢一          | 輿石曉 李周鉉 新妻瑠維 鈴木彩子     | 桂憲一郎 海堂浩幸          | 第4卷 |
| 10         |          | 像花般綻放的妹妹們     | 雜破業 | 博史池畠          | 藤本義孝          | 內田孝 Lee Joo Hyun                 | 植田和幸 海堂浩幸          | 第4卷 |
| 11         |          | 妹妹的陷阱             | 雜破業 | 所俊克            | 所俊克            | 井畑翔太 山內尚樹 大河原晴男        | 桂憲一郎 植田和幸          | 第4卷 |
| 12         |          | 妹妹一直在身邊         | 雜破業 | 島津裕行          | 瀨藤健嗣          | 酒井孝裕 横松雄馬 植田和幸 桂憲一郎 | 桂憲一郎 海堂浩幸 植田和幸 | 第4卷 |
| 13 （OVA） |          | 兄、妹、戀人           | 雜破業 | 金崎貴臣          | 北條史也          | 桂憲一郎、服部憲知 片岡英之         | 桂憲一郎、海堂浩幸         | 原創  |

### 播放電視台
日本深夜動畫：下文記載的日本国内播放時間使用日本標準時間（UTC+9）表示。因為部分時間标识會採用30小时制，因此請留意这类超过24:00的时间，其實際播放時間為翌日清晨。
| 播放地區   | 播放電視台   | 播放日期                     | 播放時間（UTC+9）         | 所屬聯播網       | 備註                                  |
| ---------- | ------------ | ---------------------------- | ------------------------- | ---------------- | ------------------------------------- |
| 關東廣域圈 | TBS電視台    | 2012年7月5日－9月27日        | 星期四 25時55分－26時25分 | TBS系列          | 製作單位 TBS電視台星期四深夜動畫第2部 |
| 近畿廣域圈 | 每日放送     | 2012年7月9日－10月1日        | 星期一 26時50分－27時20分 | TBS系列          |                                       |
| 中京廣域圈 | 中部日本放送 | 2012年7月12日－10月4日       | 星期四 26時30分－27時00分 | TBS系列          |                                       |
| 日本全國   | BS-TBS       | 2012年7月28日－10月13日      | 星期六 25時30分－26時00分 | TBS系列 衛星電視 |                                       |
| 日本全國   | AT-X         | 2012年10月24日－2013年1月9日 | 星期三 20時00分－20時30分 | 衛星電視         | 有重播                                |

### 藍光／DVD
| 卷數 | 發售日         | 收錄話         | 規格編號  | 規格編號  | 解說嘉賓               | 解說嘉賓             |
| 卷數 | 發售日         | 收錄話         | 藍光      | DVD       | 解說嘉賓               | 解說嘉賓             |
| ---- | -------------- | -------------- | --------- | --------- | ---------------------- | -------------------- |
| 1    | 2012年9月26日  | 第1話－第2話   | ZMXZ-8061 | ZMBZ-8071 | 鶴眞心乃枝（石原夏織） | 帝野將悟（櫻井孝宏） |
| 2    | 2012年10月24日 | 第3話－第4話   | ZMXZ-8062 | ZMBZ-8072 | 神凪雅（佐倉綾音）     | 帝野將悟（櫻井孝宏） |
| 3    | 2012年11月28日 | 第5話－第6話   | ZMXZ-8063 | ZMBZ-8073 | 嵯峨良芽依（日高里菜） | 帝野將悟（櫻井孝宏） |
| 4    | 2012年12月26日 | 第7話－第8話   | ZMXZ-8064 | ZMBZ-8074 | 國立凜香（竹達彩奈）   | 帝野將悟（櫻井孝宏） |
| 5    | 2013年1月30日  | 第9話－第10話  | ZMXZ-8065 | ZMBZ-8075 | 天導愛菜（大龜明日香） | 帝野將悟（櫻井孝宏） |
| 6    | 2013年2月27日  | 第11話－第12話 | ZMXZ-8066 | ZMBZ-8076 | 寶生柚璃奈（小倉唯）   | 帝野將悟（櫻井孝宏） |
| OVA  | 2013年3月27日  | 第13話         | ZMXZ-8067 | ZMBZ-8077 |                        |                      |

## 網路廣播
廣播中1個是妹妹！？
於2012年6月2日「超!A&G+」的網路廣播節目中開始播出。
- 廣播主持人：石原夏織（鶴真心乃枝）、佐倉綾音（神凪雅）

## 外部連結
- http://www.mediafactory.co.jp/bunkoj/nakaimo/ （页面存档备份，存于） （MF文庫J 官方網站）（日語）
- http://www.tbs.co.jp/anime/nakaimo/ （页面存档备份，存于）（TBS電視臺 動畫官方網站）（日語）
- *Strawberry Pink* （本作插畫繪者CUTEG（日语：CUTEG）老師的個人網站。）（日語）
- meli*melo （本作漫畫版連載之繪者もっつん*（日语：もっつん*）老師的個人網站。 （日語）